# Таскомбанк
Та́скомбанк — український банк з головним офісом у Києві та розгалуженою регіональною мережею. Один з найперших комерційних банків в Україні, заснований у 1989 році. Станом на 3 червня 2025 року мав 93 відділення у всіх регіонах України. За розмірами чистих активів входить до двадцятки найбільших банків України. За підсумками 2018 року увійшов до двадцятки найприбутковіших банків в Україні, отримавши чистий дохід в 402 мільйони гривень.
З 2004 року Таскомбанк входить до складу фінансово-промислової групи «ТАС» Сергія Тігіпка. До групи, серед іншого, також входить Універсал Банк.
За версією Dragon Capital та NV ТАСКОМБАНК входить до шістки найдинамічніших банків України. Входить до 20-ки Рейтингу надійних банків України та Рейтингу «Народний рейтинг банків».
Входить до ТОП-50 найбільших українських інвесторів в бізнес та економіку України.
Банк посідає лідируючі позиції за темпами зростання кредитування малого та середнього бізнесу.
ТАСКОМБАНК є одним з п’яти банків-дистриб’юторів, які мають дозвіл НБУ на реалізацію пам’ятних та інвестиційних монет, викарбуваних Монетним двором України.
У лютому 2019 року визначено системно важливим банком.

## Історія
Банк був заснований в 1989 році під назвою «Тавридабанк». У грудні 1999 року банк змінив назву на АБ «Муніципальний», а у 2005 після прийняття рішення про приєднання до групи «ТАС» назву банку було змінено на «ТАС-Бізнесбанк». Пізніше назва банку була змінена на «Бізнес Стандарт», а у 2011 році з'явилася нинішня назва — «Таскомбанк».
З 2016 року банк є офіційним банком-агентом Фонду гарантування вкладів фізичних осіб, що забезпечує швидке повернення коштів вкладникам неплатоспроможних банків та оптимізує процес ліквідації банківських установ.
У 2017 році Таскомбанк демонстрував значне зростання активів, зокрема внаслідок придбання активів збанкрутілих банків «Новий» та Діамантбанку. У 2016 та 2017 роках Тігіпко придбав інші два українські банки — Універсал Банк та VS Bank (останній раніше належав російському Сбербанку).
6 березня 2018 Національний банк України оштрафував Таскомбанк на 6 мільйонів гривень за порушення законодавства у сфері фінансового моніторингу.
В жовтні 2018 року на баланс банку перейшли усі активи VS Bank, тим самим, процес поглинання останнього було завершено.
Банк став п'ятим українським банком, що запровадив для своїх клієнтів підтримку Google Pay у лютому 2018-го року і 11-м, що запустив підтримку Apple Pay в травні 2019-го.
В березні 2018 року Головою Правління АТ «ТАСКОМБАНК» обрано Сергія Тігіпка.
У 2020 році НБУ погодив призначення Володимира Дубєя на посаду Голови Правління ТАСКОМБАНКУ.
За 2021 рік ТАСКОМБАНК виплатив понад 300 млн грн дивідендів.
У червні 2023 року ТАСКОМБАНК купив іпотечний портфель банку «Аркада». У квітні 2024 року ТАСКОМБАНК припинив розвиток і подальшу роботу проєкту sportbank, наразі єдиним мобільним банком-партнером ТАСКОМБАНКУ є izibank.

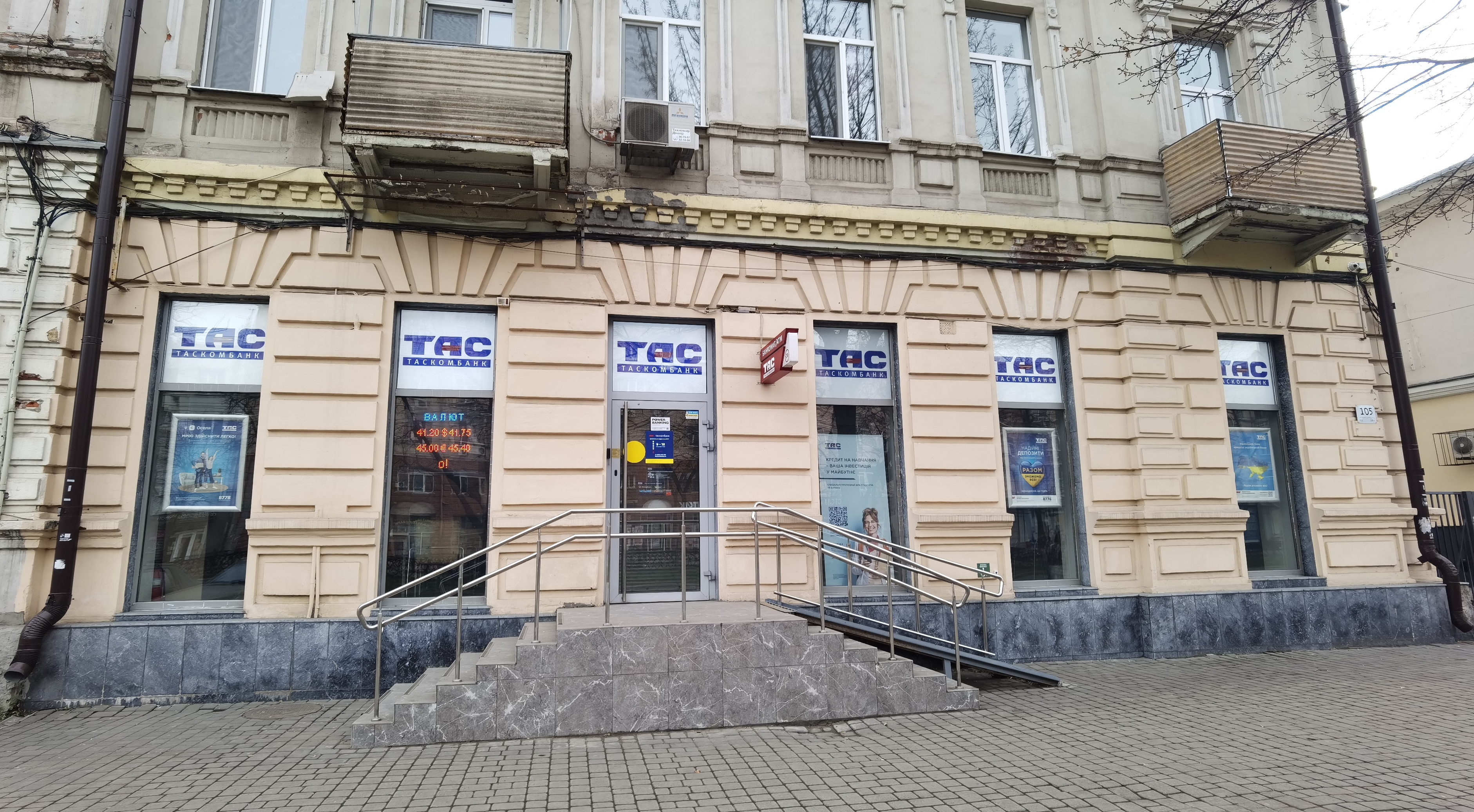
Відділення в Дніпрі

2024 – ТАСКОМБАНК долучився до програми іпотечного кредитування «єОселя», видавши з липня 2024 року до червня 2025 року 100 таких кредитів. Першим з українських банків видав кредит за програмою єВідновлення.
25 квітня 2025 року незалежне рейтингове агентство «Кредит-Рейтинг» підтвердило рейтинг надійності депозитів ТАСКОМБАНКУ на рівні 5 (найвища надійність).
В травні 2025 року в Головному відділення банку на Петлюри, 30 відкрилась виставка монет «Монета як мистецтво».

## Соціальна відповідальність
Банк підтримує молодих спеціалістів та студентів. Практику із подальшим працевлаштуванням в банку проходять студенти профільних навчальних закладів.
Широкомасштабне вторгнення рф
З першого дня війни ТАСКОМБАНК банк запровадив кредитні канікули, а також скасував нарахування пені та штрафних санкцій. Банк виплачує матеріальну допомогу працівникам з перших днів повномасштабного вторгнення.

## Власники
Станом на 1 січня 2018 року кінцевим власником 99,86% акцій Таскомбанку є Тігіпко Сергій Леонідович.